# ارلی سینگو

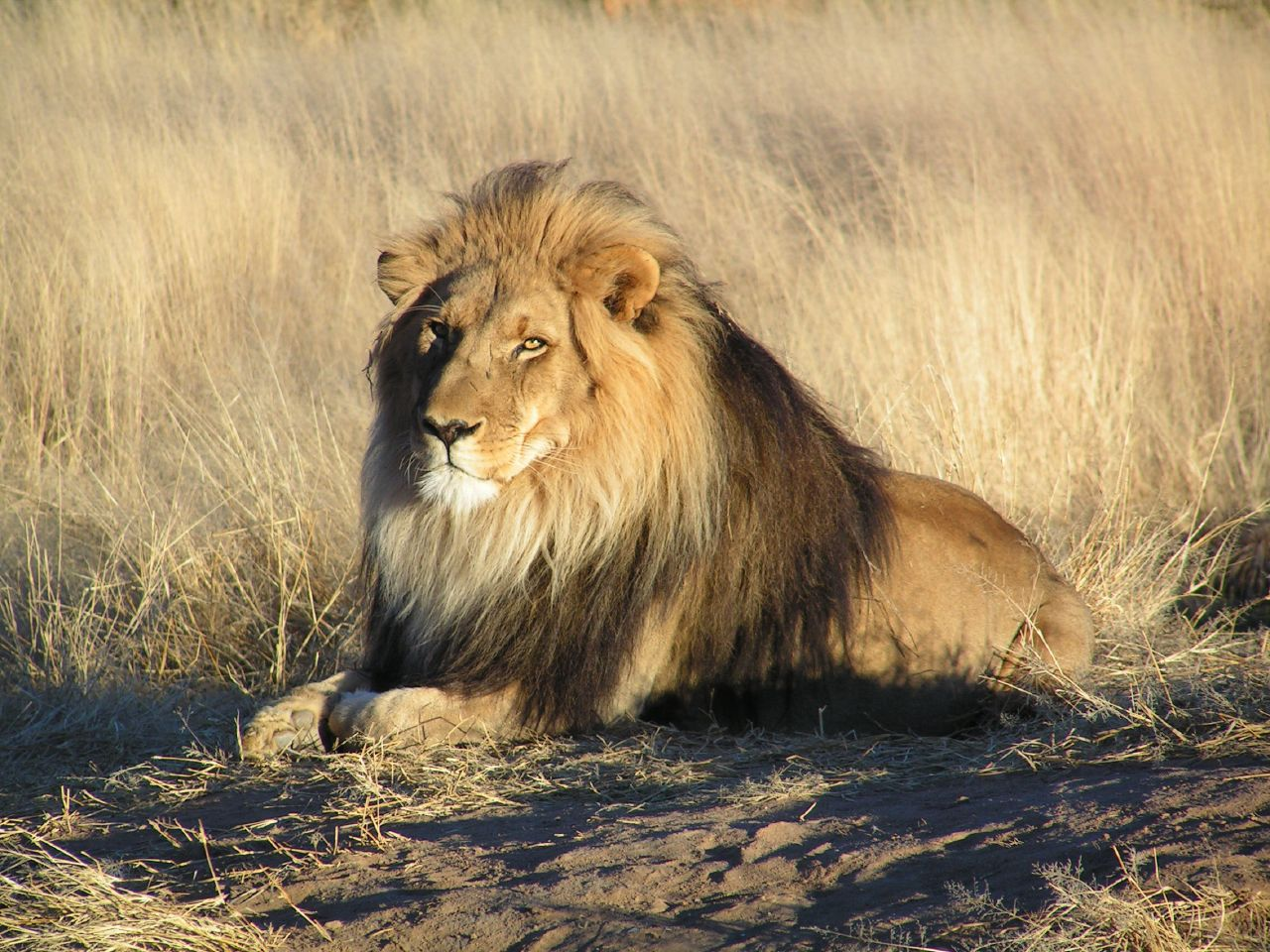
بوم‌سازگان ارلی سینگو پذیرای بزرگترین جمعیت شیرهای ساکن آفریقای غربی است.

بوم‌سازگان ارلی سینگو (به انگلیسی: Arly-Singou) منطقه‌ای حفاظت‌شده واقع در بورکینافاسو است و یکی از مهم‌ترین مناطق ساوانایی موجود و باقی‌مانده در قاره آفریقا به شمار می‌رود. این بوم‌سازگان بیشترین تعداد شیرهای آفریقایی را که هنوز در غرب آفریقا باقی‌مانده‌اند، در خود جای داده. تخمین‌های اعداد این شیرها میان ۱۰۰ تا ۴۰۰ عدد است.
گونه در معرض خطر سگ وحشی آفریقایی در محدوده پارک درون بورکینافاسو یافت می‌شود، ولی با اینکه واپسین مشاهده آن در پارک ملی ارلی بوده است آن را گونه‌ای منقرض شده در خاک بورکینا فاسو به شمار می‌آورند.